# Taekwondo na Universíada de Verão de 2007
O taekwondo na Universíada de Verão de 2007 foi disputado no Ginásio 6 da Thammasat University em Banguecoque, Tailândia entre 9 e 13 de agosto de 2007. Foi um dos cinco esportes opcionais desta edição indicados pela Federação Nacional de Esportes Universitários (National University Sports Federation - NUSF) do país organizador.

## Medalhistas
Esse foram os medalhistas do taekwondo na Universíada de Verão de 2007:

### Masculino
| Evento        | Ouro                   | Prata                    | Bronze               |
| ------------- | ---------------------- | ------------------------ | -------------------- |
| até 54kg      | THA Chutchawal Khalaor | KOR Lee Woolinara        | BLR Ihar Leanovich   |
| até 54kg      | THA Chutchawal Khalaor | KOR Lee Woolinara        | TUR Ayhan Kurt       |
| até 58kg      | KOR Lim In-Mook        | THA Dech Sutthikunkarn   | FRA Arnaud Sangue    |
| até 58kg      | KOR Lim In-Mook        | THA Dech Sutthikunkarn   | ITA Diego Redina     |
| até 62kg      | KOR Kim Yong-Min       | THA Nacha Punthong       | IRI Navid Sajjadi    |
| até 62kg      | KOR Kim Yong-Min       | THA Nacha Punthong       | RUS Dmitry Frank     |
| até 67kg      | IRI Mohammad Bagheri   | TPE Tseng Ching-Hsiang   | VIE Nguyen Minh Hieu |
| até 67kg      | IRI Mohammad Bagheri   | TPE Tseng Ching-Hsiang   | KOR Lee Kang-Seok    |
| até 72kg      | THA Patiwat Thongsalap | IRI Alireza Nasr Azadani | ESP Aritz Ichisoa    |
| até 72kg      | THA Patiwat Thongsalap | IRI Alireza Nasr Azadani | FRA Torann Mazeroi   |
| até 78kg      | IRI Rouhollah Talebi   | KOR Hwang Dae-Sung       | TPE Hung Chun-An     |
| até 78kg      | IRI Rouhollah Talebi   | KOR Hwang Dae-Sung       | ARM Arman Yeremyan   |
| até 84kg      | IRI Yousef Karami      | RUS Ismail Musaev        | TUR Ali Sari         |
| até 84kg      | IRI Yousef Karami      | RUS Ismail Musaev        | ITA Mauro Sarmiento  |
| acima de 84kg | KOR Heo Jung-Nyoung    | ITA Leonardo Basile      | IRI Morteza Rostami  |
| acima de 84kg | KOR Heo Jung-Nyoung    | ITA Leonardo Basile      | MEX Salvador Perez   |

### Feminino
| Evento        | Ouro                      | Prata                    | Bronze                |
| ------------- | ------------------------- | ------------------------ | --------------------- |
| até 47kg      | THA Mae-Num Chirdkiatisak | CHN Li Dan               | ESP Elaia Torrontegui |
| até 47kg      | THA Mae-Num Chirdkiatisak | CHN Li Dan               | KOR Lee Eun-Me        |
| até 51kg      | KOR Kwon Eun-Kyung        | THA Yaowapa Boorapolchai | TUR Özge Gök          |
| até 51kg      | KOR Kwon Eun-Kyung        | THA Yaowapa Boorapolchai | MEX Jannet Alegria    |
| até 55kg      | TPE Tseng Yi-Hsuan        | USA Jesika Torres        | BLR Yuliya Smychkova  |
| até 55kg      | TPE Tseng Yi-Hsuan        | USA Jesika Torres        | KOR Jung Jin-Hee      |
| até 59kg      | KOR Kim Su-Jeong          | THA Chonnapas Premweaw   | TPE Hsiao Wan-Tien    |
| até 59kg      | KOR Kim Su-Jeong          | THA Chonnapas Premweaw   | MEX Carolina Acosta   |
| até 63kg      | TPE Su Li-Wen             | CRO Josipa Kusanic       | KOR Hwang Hye-Mi      |
| até 63kg      | TPE Su Li-Wen             | CRO Josipa Kusanic       | NED Joyce Van Baaren  |
| até 67kg      | TPE Lin An-Ni             | TUR Sibel Güler          | KAZ Liya Nurkina      |
| até 67kg      | TPE Lin An-Ni             | TUR Sibel Güler          | AUS Caroline Marton   |
| até 72kg      | KOR Jung Sun-Young        | MAS Che Chew Chan        | PHI Ma Criselda Roxas |
| até 72kg      | KOR Jung Sun-Young        | MAS Che Chew Chan        | TPE Chen Yen-Ju       |
| acima de 72kg | KOR Hyun Kyoung-Hwa       | ESP Leire Herboso        | AUS Yoo Hyo Rowe      |
| acima de 72kg | KOR Hyun Kyoung-Hwa       | ESP Leire Herboso        | USA Amie Szymanski    |

## Quadro de medalhas
| Ordem | País               | Medalha de ouro | Medalha de prata | Medalha de bronze |    |
| ----- | ------------------ | --------------- | ---------------- | ----------------- | -- |
| 1     | KOR Coreia do Sul  | 7               | 2                | 4                 | 13 |
| 2     | THA Tailândia      | 3               | 4                |                   | 7  |
| 3     | TPE Taipé Chinês   | 3               | 1                | 3                 | 7  |
| 4     | IRI Irã            | 3               | 1                | 2                 | 6  |
| 5     | TUR Turquia        |                 | 1                | 3                 | 4  |
| 6     | ESP Espanha        |                 | 1                | 2                 | 3  |
|       | ITA Itália         |                 | 1                | 2                 | 3  |
| 8     | RUS Rússia         |                 | 1                | 1                 | 2  |
|       | USA Estados Unidos |                 | 1                | 1                 | 2  |
| 10    | CHN China          |                 | 1                |                   | 1  |
|       | CRO Croácia        |                 | 1                |                   | 1  |
|       | MAS Malásia        |                 | 1                |                   | 1  |
| 13    | MEX México         |                 |                  | 3                 | 3  |
| 14    | AUS Austrália      |                 |                  | 2                 | 2  |
|       | BLR Bielorrússia   |                 |                  | 2                 | 2  |
|       | FRA França         |                 |                  | 2                 | 2  |
| 17    | ARM Armênia        |                 |                  | 1                 | 1  |
|       | KAZ Cazaquistão    |                 |                  | 1                 | 1  |
|       | NED Países Baixos  |                 |                  | 1                 | 1  |
|       | PHI Filipinas      |                 |                  | 1                 | 1  |
|       | VIE Vietnã         |                 |                  | 1                 | 1  |
| TOTAL | TOTAL              | 16              | 16               | 32                | 64 |